# Michelangelo Antonioni
Michelangelo Antonioni (Ferrara, 29 de setembro de 1912 — Roma, 30 de julho de 2007) foi um cineasta italiano.
Graduou-se em economia na Universidade de Bolonha. Chegando a Roma em 1940 estudou no Centro Sperimentale di Cinematografia na Cinecittà, onde conheceu alguns dos artistas com quem acabou cooperando nos anos futuros; entre eles Roberto Rossellini.

## Carreira
O primeiro grande sucesso de Antonioni foi L'avventura (1960). que foi seguido por La notte (1961) e L'eclisse (1962), que compreendem uma trilogia sobre o tema da alienação. Seu primeiro filme colorido Il deserto rosso (1964), também explora temas modernistas da alienação, e junto com os três filmes anteriores, forma uma tetralogia. A atriz Monica Vitti apareceu nos quatro filmes da tetralogia, atuando em papéis de mulheres desconexas que lutam para se ajustar ao isolamento da modernidade. O seu primeiro filme em inglês, Blowup (1966), foi também um grande sucesso. Embora ele tenha enfrentado o difícil tema da impossibilidade da percepção objetiva das coisas, o filme teve boa recepção popular, parcialmente devido a sua sexualidade explícita pelos padrões da época, e também por causa da atriz Vanessa Redgrave. Zabriskie Point (1970), seu primeiro filme rodado nos Estados Unidos, teve menos sucesso, mesmo com a inclusão de uma trilha sonora composta de artistas populares como a banda Pink Floyd (que compôs músicas especialmente para o filme), Grateful Dead, e os Rolling Stones. The Passenger (1975), estrelado por Jack Nicholson e por Maria Schneider, atriz principal de O último tango em Paris (1972, dirigido por Bernardo Bertolucci) também não obteve sucesso.
Em 1985, um acidente vascular-cerebral deixou-o parcialmente paralítico e quase impossibilitado de falar. No entanto, ele não encerrou suas atividades e, ajudado por seu amigo Wim Wenders, realizou Além das Nuvens em 1995. Nesse mesmo ano, é premiado com um Oscar pelo conjunto da sua obra. Seu último filme Eros, de 2004, foi realizado juntamente com Wong Kar-Wai e Steven Soderbergh, quando Antonioni tinha 92 anos.
Antonioni vem a falecer em 30 de julho de 2007, aos 94 anos, no mesmo dia em que falece Ingmar Bergman. Encontra-se sepultado no Cimitero della Certosa, Ferrara, Emília-Romanha na Itália.

## Estilo
O diretor Ingmar Bergman uma vez disse que admirava alguns dos filmes do Antonioni por serem desinteressados e algumas vezes visionários. Os seus filmes tendem a ter muito poucos planos e diálogos, e muito do tempo é gasto em longas e lentas sequências, como uma sequência contínua de dez minutos em The Passenger, ou muitas cenas em La notte que mostram uma mulher simplesmente vagando silenciosamente pela cidade a observar outras pessoas. Seus filmes são repletos de beleza visual e da captação perfeita da alienação dos personagens.

## Filmografia
| Ano  | Título original                                     | Título no Brasil              | Título em Portugal          |
| 1943 | Gente del Po                                        |                               | A Gente do Pó               |
| 1948 | Nettezza urbana                                     | Limpeza Urbana                |                             |
| 1948 | Oltre L'oblio                                       |                               |                             |
| 1948 | Roma-Montevideo                                     |                               |                             |
| 1949 | L'Amorosa menzogna                                  |                               |                             |
| 1949 | Sette cani e un vestito                             |                               |                             |
| 1949 | Bomarzo                                             |                               |                             |
| 1949 | Ragazze in bianco                                   |                               |                             |
| 1949 | Superstizione                                       |                               |                             |
| 1950 | La villa dei mostri                                 |                               |                             |
| 1950 | Cronaca di un amore                                 | Crimes da Alma                | Escândalo de Amor           |
| 1950 | La Funivia del Faloria                              |                               |                             |
| 1952 | I vinti                                             |                               | Os Vencidos                 |
| 1953 | La signora senza camelie                            |                               | A Dama Sem Camélias         |
| 1953 | Tentato Suicido - (episódio de Amore in Citta)      | Tentativa de Suícidio         |                             |
| 1955 | Le amiche                                           | As Amigas                     | As Amigas                   |
| 1957 | Il grido                                            | O Grito                       | O Grito                     |
| 1960 | L'avventura                                         | A Aventura                    | A Aventura                  |
| 1961 | La notte                                            | A Noite                       | A Noite                     |
| 1962 | L'eclisse                                           | O Eclipse                     | O Eclipse                   |
| 1964 | Il deserto rosso                                    | Deserto Vermelho              | Deserto Vermelho            |
| 1965 | Prefazione - episode in I tre volti                 |                               | As três faces de uma mulher |
| 1966 | Blowup                                              | Blowup - Depois Daquele Beijo | História de um Fotógrafo    |
| 1970 | Zabriskie Point                                     | Zabriskie Point               | Zabriskie Point             |
| 1972 | Chung Kuo                                           |                               |                             |
| 1975 | Professione: Reporter                               | Profissão: Repórter           | Profissão: Repórter         |
| 1980 | Il Mistero di Oberwald                              |                               | O Mistério de Oberwald      |
| 1982 | Identificazione di una donna                        |                               | Identificação de uma Mulher |
| 1992 | Volcanoes and Carnival                              |                               |                             |
| 1995 | Al di là delle nuvole (co-dirigido por Wim Wenders) | Além das Nuvens               |                             |
| 2004 | Eros (episódio de Il filo pericoloso delle cose)    |                               | Eros                        |
| 2004 | Lo sguardo di Michelangelo                          | O Olhar de Michelangelo       |                             |

## Prémios e nomeações
- Recebeu uma nomeação ao Óscar de Melhor Realizador, por "Blowup" (1966).
- Recebeu uma nomeação ao Óscar de Melhor Argumento Original, por "Blowup" (1966).
- Ganhou um Óscar Honorário em 1995, em reconhecimento à sua carreira no cinema.
- Recebeu uma nomeação ao BAFTA de Melhor Filme, por "L'avventura" (1960).
- Recebeu uma nomeação ao BAFTA de Melhor Filme Britânico, por "Blowup" (1966).
- Ganhou um Prémio especial em 1993 no European Film Awards, em reconhecimento à sua carreira no cinema.
- Ganhou o Prémio Bodil de Melhor Filme Europeu, por "Passageiro - Profissão: Repórter" (1975).
- Ganhou a Palma de Ouro no Festival de Cannes, por "Blowup" (1966).
- Ganhou duas vezes o Prémio do Júri no Festival de Cannes, por "L'avventura" (1960) e "L'eclisse" (1962).
- Ganhou o Prémio do 35º Aniversário no Festival de Cannes, por "Identificazione di una donna" (1982).
- Ganhou o Urso de Ouro no Festival de Berlim, por "La notte" (1961).
- Ganhou o Prémio FIPRESCI em 1961, no Festival de Berlim, em reconhecimento à sua carreira no cinema.
- Ganhou o Leão de Ouro no Festival de Veneza, por "Deserto Vermelho" (1964).
- Ganhou o Leão de Prata no Festival de Veneza, por "As Amigas" (1955).
- Ganhou duas vezes o Prêmio FIPRESCI no Festival de Veneza, por "Il deserto rosso" (1964) e "Par Dela Les Nuages" (1995).
- Ganhou um Leão de Ouro honorário no Festival de Veneza, em 1983.
- Ganhou o Grand Prix Especial das Américas, no Festival de Montreal, em 1995.
- Ganhou o Prémio FIPRESCI de Curta-Metragem no Festival de Valladolid, por "Lo Sguardo di Michelangelo" (2004).